# Carlos Verona
Carlos Verona Quintanilla (født 4. november 1992 i San Lorenzo de El Escorial) er en professionel cykelrytter fra Spanien, der er på kontrakt hos Lidl-Trek.
Verona begyndte at køre i cykelsportens bedste klasse, da han i 2013 skrev kontrakt med Omega Pharma-Quick Step. Her var han i fire år, efterfulgt af to og en halv sæson hos Orica-GreenEDGE. I 2019 skiftede han til Movistar Team på en to-årig kontrakt.